# 1176
Cette page concerne l'année 1176  du calendrier julien. Pour l'année 1176 av. J.-C., voir 1176 av. J.-C.
L'année 1176 est une année bissextile qui commence un jeudi.

## Événements

### Proche-Orient
- 22 avril : nouvelle victoire de Saladin sur les Zengides coalisés à la bataille de Tell al-Sultan entre Hama et Alep[1].
- 14 mai : Saladin assiège le château d’Azaz, qui capitule le 22 juin[2]. 
  - Avant le siège d’Azaz[3], à l’issue des négociations entre les Francs et les Zengides, Renaud de Châtillon et Josselin d’Édesse sont relâchés par l’émir d’Alep Al-Malik[1]. Renaud après quinze ans de captivité dans les prisons d’Alep, ne réussit pas à reprendre Antioche, où règne son beau-fils Bohémond III. Il épouse alors une jeune veuve qui lui apporte en dot des territoires situés à l’est du Jourdain, dont la forteresse de Krak Chawbak. Allié des Templiers, il exerce sur la cour de Jérusalem une influence grandissante. Fanatique, il est partisan d’une politique de conquête face aux musulmans.
- 22 mai : pendant le siège d’Azaz a lieu une nouvelle tentative d’assassinat contre Saladin par des membres de la secte des Assassins[4]. Le sultan est sauvé par sa cotte de mailles. Les assaillants sont massacrés.
- 25 juin : Saladin assiège Alep mais est repoussé[2]. La paix est conclue le 29 juillet avec les Zengides[5].

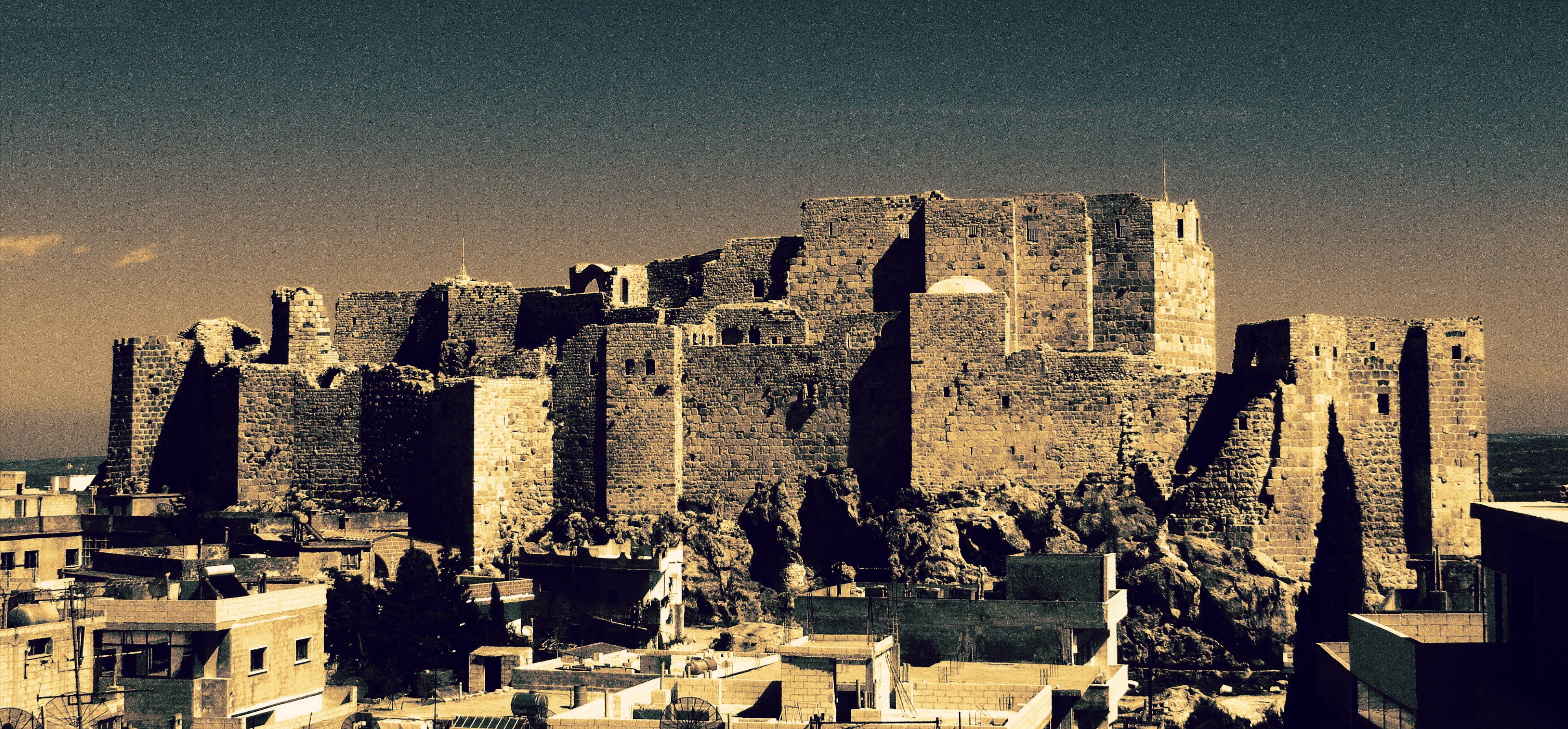
La forteresse de Masyaf.

- 30 juillet : pour se venger de l’attentat du 22 mai, Saladin assiège Masyaf, forteresse des Assassins en Syrie centrale[6]. Menacé d’assassinat par le « vieux de la montagne », Saladin lève rapidement le siège. Il cherchera désormais à se concilier les Assassins, privant ainsi ses ennemis, Francs ou musulmans, d’un précieux auxiliaire.
- 1er août : raid de Baudouin IV de Jérusalem sur la plaine de la Bekaa. Il bat Turanshah, frère de Saladin et gouverneur de Damas[3].
- 17 septembre : bataille de Myriokephalon. Le sultan de Roum, Kılıç Arslan II, encouragé par les difficultés que connaît Manuel Ier Comnène en Occident, secoue la tutelle byzantine. L’empereur marche contre Iconium et subit une défaite désastreuse contre les Turcs à la Myrioképhalon[7]. La défaite marque la fin des tentatives byzantines pour récupérer le plateau anatolien.

- Automne : Saladin fait construire une enceinte au Caire, réunissant Al-Qahira et Fostat, et une citadelle à l’est de la ville[8]. Al-Qahira, la cité des Fatimides, perd son caractère militaire et une grande partie de ses remparts sont détruits. Elle devient un quartier d’habitation. Fostat, détruite en 1168, est entièrement reconstruite.

### Europe

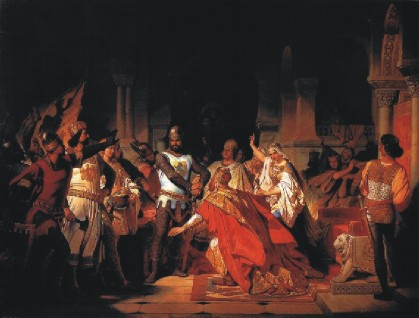
Janvier : entrevue de Chiavenna

- Janvier : entrevue de Chiavenna[9]. Henri le Lion refuse son concours à Frédéric Barberousse pour une expédition en Italie[10].
- 25 janvier, Angleterre : Assise de Northampton. L’Église d’Écosse maintient son indépendance vis-à-vis de l’archevêque d’York[11]. L’assise exige de tous les hommes libres un serment de fidélité au roi, ordonne la destruction des châteaux construits illégalement et menace les rebelles des châtiments les plus cruels[12].

- 18 avril : traité de paix conclu entre Raimond V de Toulouse et Alphonse d'Aragondans l'île de Jarnègues entre Tarascon et Beaucaire. Cette trêve marque une pause dans la grande guerre méridionale. En échange de 30 000 marcs d'argent, le comte de Toulouse renonce à ses prétentions sur les comtés de Provence et du Gévaudan et les vicomtés de Millau et de Carlat[13].

- 29 mai : la Ligue lombarde défait l’empereur Frédéric Ier à Legnano[9]. Les privilèges de Milan sont confirmés.
- 20 juin : mort de Michel Iourievitch[14]. Début du règne de Vsésolod III Iouriévitch (la Grande Nichée), grand prince de Vladimir (fin en 1212). Après la victoire de Vladimir et de Péréïaslav sur Rostov et Souzdal, la principauté de Vladimir affirme sa prépondérance sur Kiev[15].
- Été : Nice reconnait la souveraineté d’Alphonse II d'Aragon qui lui confirme ses droits communaux (consulat)[16].
- 8 août : l'humaniste et ancien élève de l'École de Chartres Jean de Salisbury, élu le 22 juillet, est sacré à Sens évêque de Chartres[17].
- 9 novembre : Jeanne, fille du roi Henri II d’Angleterre, et d’Aliénor d’Aquitaine, épouse à Palerme le roi Guillaume II de Sicile ; elle est couronnée reine de Sicile le 13 février 1177[18].